# Vince Foster
Pour les articles homonymes, voir Foster.
Vince Foster, né le 15 janvier 1945 à Hope (Arkansas) et mort le 20 juillet 1993 dans le comté de Fairfax (Virginie),  est un conseiller adjoint de la Maison-Blanche pendant le premier mandat du président des États-Unis Bill Clinton et aussi un avocat associé et un ami de Hillary Rodham Clinton. 
Sa mort a été classée comme un suicide par plusieurs enquêtes officielles, mais reste un sujet d'intérêt dans les milieux complotistes.

## Biographie

### Jeunesse et éducation
Vince Foster est né à Hope (Arkansas) d'Alice Mae et Vincent W. Foster. Son père était promoteur immobilier, et il avait deux sœurs, Sheila et Sharon. Il était voisin et ami d'enfance de Bill Clinton, pendant les huit premières années de sa vie, jusqu'à ce que Clinton déménage. Il termina ses études au lycée de Hope en 1963 en étant major de sa classe.
Vince Foster poursuivit ses études au Davidson College, obtenant son diplôme en 1967. Son père souhaitait alors qu'il entre dans l'entreprise immobilière familiale mais, au lieu de cela, Foster choisit d'étudier le droit.
Après son inscription à la Faculté de droit de l'université Vanderbilt, Vince Foster a rejoint la Garde nationale de l'Arkansas pendant la durée de la guerre du Viêt Nam. Afin d'assurer ses obligations de garde national, il continua son cursus à la Faculté de droit, où il fut le rédacteur en chef de la Revue de droit et termina ses études en 1971. De plus, Foster obtint le plus grand nombre de points de sa promotion de l'Arkansas,.
Vince Foster avait rencontré Elizabeth (Lisa) Braden durant sa seconde année au Davidson College; elle était la fille d'un courtier en assurances de Nashville, Tennessee et suivait les cours du Sweet Briar College. Ils se marièrent le 20 avril 1968. Ils eurent trois enfants, Vince III, Laura, et John (surnommé « Brugh »).

### Avocat dans l'Arkansas
En 1971, Vince Foster rejoignit le cabinet d'avocats Rose (en) à Little Rock, Arkansas, et en est devenu associé en 1974, un des neuf associés du Cabinet à l'époque. Il était le chef du comité de l'association des avocats de l'Arkansas, qui gérait l'assistance juridique et travailla ainsi, avec une avocate stagiaire chargée de l'aide juridique, Hillary Rodham, laquelle obtenait des résultats en résolvant, dans la mesure du raisonnable, les problèmes des justiciables indigents. Foster a alors favorisé l'entrée de Rodham au «Cabinet Juridique Rose», où elle est devenue, peu de temps après, la première femme associée et d'ailleurs la dernière associée du Cabinet ; Foster et son collègue, Webster Hubbell, ont largement contribué à surmonter la réticence des autres associés à embaucher une femme.
Dans ses mémoires, Hillary Rodham Clinton rappelle que Foster était l'« un des meilleurs avocats que j'ai jamais connu », et l'a comparé dans son style et sa façon d'être au personnage joué par Gregory Peck, Atticus Finch, dans le film de Robert Mulligan de 1962 devenu un classique, Du Silence et des Ombres. L'auteur Carl Bernstein a décrit Foster comme « grand, avec des manières impeccables et une contenance formelle... élégant dans des costumes parfaitement façonnés et à la voix douce jusqu'à une pointe de taciturnité ».
Vince Foster pratiquait surtout le droit des sociétés, gagnant près de 300 000 $ par an. Au moment où Bill Clinton a été élu président en 1992, Vince Foster Jr était au pinacle de la profession d'avocat dans l'Arkansas, ayant reçu la récompense de meilleur avocat de la part de l'Ordre des avocats de l'Arkansas, alors qu'il était décrit comme « l'âme du cabinet juridique Rose » et allait bientôt être considéré comme l'un « des meilleurs avocats des États-Unis ».

### Conseiller à la Maison-Blanche
Après la victoire de Clinton à l'élection présidentielle de 1992 contre le président républicain sortant, George H. W. Bush, Vince Foster rejoint l'équipe personnelle de Bill Clinton à la Maison-Blanche au début de 1993, après avoir été initialement réticent à le faire. La résidence de Foster était sur la Place de Cambridge à Georgetown, Washington, D.C.
Vince Foster avait des difficultés à faire la transition entre sa vie antérieure et la vie politique à Washington. Il trouva que sa participation à traiter les nouvelles nominations présidentielles durant la période de transition lui avait causé de la dépression et de l'anxiété, s'étant notamment reproché l'échec de la nomination de Zoe Baird. L'échec des nominations de Kimba Wood et Lani Guinier était également de son fait. Sa femme et son fils cadet n'étaient pas avec lui, étant restés dans l'Arkansas où leur fils aîné achevait sa première année à l'école catholique de Little Rock. Foster a eu à traiter les documents concernant la « Madison Guaranty » de Clinton, le dossier de la papeterie « Industrial Development Corporation », ainsi que plusieurs dossiers relatifs à l'affaire Whitewater relatant sa déclaration de revenus comme conseiller adjoint de la Maison-Blanche.
Début mai 1993, Vince Foster prit la parole à la faculté de droit de l'Arkansas, là où il avait fait ses études, et déclara :
« La réputation que vous acquérez ici pour développer votre intégrité intellectuelle et morale sera votre plus grand ami ou votre pire ennemie. Vous vous jugerez vous-même... Aucune victoire, aucun avantage, aucun honoraire, aucune faveur, n'effaceront une tache faite à la réputation de votre intelligence et de votre intégrité... Les bosselures faites à votre réputation sont irréparables. »
Quelques jours après ce discours, la controverse sur le Bureau des voyages de la Maison-Blanche éclata. Vince Foster fut la cible de plusieurs éditoriaux hostiles du Wall Street Journal en juin et juillet 1993, avec des titres comme « Qui est Vincent Foster ? » Il devint tout à fait vexé sur cette question de bureau de voyage et par la possibilité d'une audition au Congrès où il pourrait être convoqué pour déposer son témoignage. N'aimant pas se retrouver sous les feux des projecteurs et souffrant d'une perte de poids et d'insomnie, il se résigna à cette solution, mais craint une humiliation personnelle à son retour dans l'Arkansas.

### Mort
Luttant contre la dépression clinique, Vince Foster s'était fait prescrire, au téléphone et par son médecin, un hypnotique léger et un antidépresseur (de la trazodone commercialisée sous le nom de Desyrel). Vince Foster avait commencé son traitement, en ayant bien pris quelques comprimés avant sa mort. Le jour suivant, il a été trouvé mort à Fort Marcy Park, un parc fédéral de Virginie. Il a été trouvé avec une arme à feu à la main et des résidus de poudre sur celle-ci. L'autopsie a conclu que la balle est rentrée par la bouche et qu'aucune autre blessure n'a été retrouvée sur son corps. Parmi le tri des documents contenus dans sa serviette, on trouva le brouillon d'une lettre de démission déchiré en 27 morceaux, une liste de récriminations incluant spécifiquement les rédacteurs du Wall Street Journal qui mentaient impunément et une plainte, « Je n'étais pas fait pour ce travail sous les projecteurs à Washington. Ici abîmer les gens est considéré comme un sport. »
Ses obsèques et sa messe ont été tenues à la Cathédrale Catholique Saint Andrew de Little Rock, Arkansas. Bill Clinton fit un éloge émouvant dans lequel il s'est rappelé leurs années d'enfance passées ensemble et cita une phrase d'une des chansons de Leon Russell A Song for You : « I love you in a place that has no space and time » (« Je vous aime en un endroit qui n'a ni espace ni temps »). Foster a été enterré dans le Cimetière du Jardin des Mémoires dans sa ville natale de Hope, Arkansas. Foster avait 48 ans, il laisse sa femme et leurs trois enfants.

## Enquêtes

### État d'esprit de Vince Foster
Un projet de lettre de démission a été trouvé déchiré en 27 morceaux dans la serviette de Foster après sa mort. Le texte de celui-ci reprenait les éléments suivants :
- J'ai fait des erreurs par ignorance, inexpérience et surmenage ;
- Je n'ai pas violé sciemment de loi ou de norme de conduite ;
- Personne à la Maison-Blanche, à ma connaissance, n'a violé aucune loi ou normes de conduite, y compris n'importe quelle action dans le bureau de voyage. Il n'y avait aucune intention de faire profiter à quelqu'un ou n'importe quel groupe d'un avantage quelconque ;
- Le FBI a menti dans son rapport à l'AG ;
- La presse dissimule les avantages illégaux qu'elle a reçus du personnel du Bureau des voyages ;
- Le Parti républicain a menti et a déformé sa connaissance, son rôle et a dissimulé une enquête antérieure ;
- Le Bureau des huissiers de la Maison-Blanche a manœuvré pour obtenir des coûts excessifs, tirant avantage de Kaki et HRC ;
- Le public ne croira jamais en l'innocence des Clinton et de celle de leur équipe loyale ;
- Les rédacteurs du Wall Street Journal mentent sans aucune conséquence pour eux ;
- Je n'étais pas fait pour ce travail, sous les projecteurs à Washington. Ici, abîmer les gens est considéré comme un sport[17],[18].

### Enquêtes officielles
Il y a eu trois enquêtes officielles sur la mort de Vince Foster, lesquelles ont toutes conclu à la mort par suicide.
La première de celles-ci a été effectuée par l'unité de Police de Park en 1993, puisque les faits s'étaient produits dans sa juridiction. En raison de la position de Vince Foster à la Maison-Blanche, le FBI a également participé à l'enquête.
De plus, deux enquêtes diligentées par le Congrès des États-Unis ont conclu au suicide de Vince Foster.
La seconde enquête effectuée par un officier d'état civil et par le procureur indépendant, Robert B. Fiske, conclut également que Foster s'était suicidé dans un rapport de 58 pages, publié en 1994. Les théories du complot, notamment du maquillage d'un meurtre en suicide, dont une évoquée par l'Arkansas Project.
Après une troisième enquête de trois ans, le procureur indépendant Kenneth Starr qui enquêta sur l'affaire du Whitewater, a sorti un rapport en 1997 concluant également que la mort de Foster était un suicide.
Starr a conclu que la mort de Foster était un suicide. CNN exposa le 28 février 1997, « le Rapport Starr réfute les allégations par des organisations politiques conservatrices que Foster était la victime d'un complot de meurtre et des tentatives faites pour étouffer l'affaire, mais que, malgré ces découvertes, des groupes politiques de droite ont continué à alléguer qu'il y avait plus qu'une mort et que le couple Clinton essayait de le dissimuler ».
Miquel Rodriguez, qui avait été désigné comme enquêteur principal du jury, du procureur indépendant Starr, chargé de l'affaire Foster, démissionna de son poste peu de temps après sa nomination. Désormais, Rodriguez est avocat à Sacramento et a déclaré que la raison pour laquelle il avait démissionné venait que ses options d'enquête avaient été limitées, dues aux pressions exercées par Robert B. Fiske, Kenneth Starr et par le FBI pour déterminer le suicide comme la cause de la mort de Foster.

### Recherches non officielles

#### The Arkansas Project
Le 2 mai 1999, le Washington Post a publié de nouveaux détails sur la poursuite d'une conspiration au sujet de Vincent Foster dans un article de David Brock, un personnage-clé dans les affaires du Troopergate et du Whitewater, deux scandales qui engendrèrent la désillusion quant aux motivations de corruption politique qui seront regroupés plus tard sous le nom d'Arkansas Project a mis fin aux commentaires sans fin contre le mouvement conservateur et a facilité la dissémination publique de délits d'initié sur des mawest north koreations. L'article explique comment Brock a été « convoqué » à une rencontre avec Rex Armistead à Miami, Floride dans un hôtel de l'aéroport. Brock déclara qu'Armistead tenait à sa disposition un « scénario élaboré du meurtre de Vince Foster » - un scénario qu'il a trouvé invraisemblable.
Dans un entretien accordé à Salon.com en 2000, Brock a également révélé que lui et Armistead avaient reçu deux mandats du bureau de Richard Scaife pour mentionner Clinton dans l'initiative connue sous le nom d'Arkansas Project. Le projet avait pour but de discréditer le président en exercice ainsi que la Première dame par des enquêtes sur une série de questions (qui pourraient potentiellement devenir problématiques pour le couple présidentiel, parlant de contrebande de drogues comme d'allégations à l'encontre de leur relation de longue date avec Foster et d'autres personnalités de l'Arkansas.
Un autre journaliste en vue, ayant reçu des fonds de M. Scaife, était Christopher W. Rudy - un ancien auteur pour un magazine de Scaife, le Pittsburgh Tribune-Review, (et plus tard fondateur de NewsMax). Finalement, Richard Scaife deviendra le troisième actionnaire du NewsMax de Christopher Ruddy ; or tant NewsMax que le WorldNetDaily continuèrent à publier des éléments montrant le couple Clinton sous un angle négatif.
Christopher Ruddy a aussi profité du soutien de Joseph Farah et l'organisation de Farah, le Western Journalism Center. Ce groupe l'a soutenu et consolidé financièrement, en raison des demandes du « Freedom of Information Act » qui garantit la liberté de l'information aux États-Unis, en lui apportant légalement l'assistance et en apportant de la publicité autour de son livre et de sa recherche implicite sur des rumeurs de mort par conspiration de Foster Il publia ses impressions en 1997 sous le titre : The Strange Death of Vincent Foster (La mort étrange de Vincent Foster). Dans cet ouvrage, il évoque les erreurs et les transgressions qui ont eu lieu durant les enquêtes originales - particulièrement l'obstruction présumée de justice par le conseiller de la Maison-Blanche Bernard Nussbaum - mais arrête brusquement en posant le principe d'une théorie originale sur les circonstances de l'environnement de la mort de Foster. Les entretiens ont révélé sa croyance personnelle qu'une sorte de dissimulation a eu lieu, impliquant notamment que le corps de Foster a été placé dans le parc où on l'a découvert à partir du site (inconnu) de sa mort.
Malgré les affirmations passionnées et peu concluantes de Christopher Ruddy, le Western Journalism Center « a placé environ 50 annonces reprenant l'ancienne histoire du Tribune Review dans le Washington Times en 1999 ; puis le Western Journalism Center a fait une compilation des articles du Washington Times, vendue 12 $, et appelée tout simplement The Ruddy Investigation (L'Enquête de Ruddy) ». Ensuite, le Western Journalism Center « a fait circuler une vidéocassette reprenant les allégations de Ruddy, cassette intitulée Unanswered-The Death of Vincent Foster (Sans réponse - la Mort de Vincent Foster), vidéocassette produite par James Dale Davidson, le président du Syndicat national des contribuables (National Taxpayers Union) et accessoirement éditeur de la Strategic Investment newsletter (La lettre d'information stratégique d'investissement) ».

#### Les Chroniques de Clinton: «un incendie politique dévastateur»
Cette reprise des idées de Christopher Ruddy a suivi la publication d'un autre livre, écrit par un journaliste expérimenté de faits divers, Dan Moldea, intitulé « A Washington Tragedy: How the Death of Vincent Foster Ignited a Political Firestorm (Une Tragédie à Washington : Comment la mort de Vincent Foster a allumé un incendie politique dévastateur) ». Moldea a été approché en 1997 par Regnery Publishing House, une maison d'édition appartenant à un groupe réputé conservateur dont la direction a été néanmoins impressionnée par les œuvres antérieures de Moldea, y compris une critique complète du détective du Los Angeles Police Department, le détective Mark Fuhrman, qui est également un auteur de chez Regnery. Dans ses recherches sur la débâcle créée par l'environnement de la mort de Foster, Moldea a constaté que le scénario de conspiration le plus souvent évoqué d'habitude pourrait remonter à Robert Hines, le Commandant de Police de Park, qui a partagé cette idée avec Reed Irvine d'Accuracy in Media, ainsi qu'avec Christopher Ruddy, qui travaillait alors au New York Post. Moldea conclut, et le Major Hines l'a maintenu publiquement, qu'il aurait dit, à tort, à Irvine et Ruddy « ... il n'y a aucune blessure de sortie apparente au niveau de la tête de Foster ». Moldea proféra plus loin : « je ne pense pas qu'il y avait quoi que ce soit d'abominable dans ce cas-là; les journalistes se sont approchés de lui et il a voulu dire quelque chose ». Ainsi, la rumeur de blessure de sortie « manquante » a continué, propagée principalement par Christopher Ruddy et Joseph Farah.
La recherche de Moldea a cherché, entre autres choses, à découvrir les origines de cette ligne d'enquête par rapport à la crédibilité de Bill Clinton. Dans un entretien accordé à Salon.com, il suggère que « Foster avait quelques cheveux blonds et des fibres de tapis sur sa veste de costume et qu'il avait du sperme dans ses sous-vêtements. Ainsi, Jerry Falwell et les groupes de droite détiennent ces informations, et…ils commencent à faire des « films » alléguant que le couple Clinton a été impliqué dans ce meurtre ». En 1994, Falwell a subventionné la création d'un film appelé The Clinton Chronicles (les Chroniques de Clinton) qui présentait des allégations de Christopher Ruddy telles que l'arme à feu qui a tué Foster avait été placée dans sa main après sa mort et que le corps de Foster a été disposé pour donner l'apparence d'un suicide. Les « Citizens for Honest Government (Citoyens pour un Gouvernement Honnête) » ont financé film, une organisation à laquelle Falwell avait donné 200 000 $ en 1994 et 1995. Les « Citizens for Honest Government » ont secrètement payé des individus qui avaient fourni des informations aux entreprises médiatiques comme pour la page éditoriale du Wall Street Journal et le magazine l'American Spectator ; et en 1995, fait des paiements discrétionnaires à deux policiers de l'Arkansas (troopers) qui s'étaient prononcés publiquement sur leur présomption d'une conspiration dans les circonstances de la mort de Foster. Ces deux policiers, Roger Perry et Larry Patteson, avaient également témoigné et donné leur soutien à Paula Jones sur les allégations de harcèlement sexuel et de mauvaise utilisation de ressources gouvernementales contre Bill Clinton (Voir : Troopergate). Patrick Matrisciana, le président des Citizens for Honest Government, qui a produit la vidéo Les Chroniques de Clinton est apparu dans sa publicité comme un « reporter d'investigation » où lui et le Révérend Jerry Falwell ont le dialogue suivant :

« Falwell : Pourriez-vous s'il vous plaît me dire, vous et le peuple américain, pourquoi vous pensez que votre vie et celles des autres personnes sur cette vidéo sont en danger ?

Matrisciana : Jerry, il y a deux semaines nous avions pris rendez-vous pour un entretien avec un homme qui était un initié sur l'affaire; son avion s'est écrasé et il est mort une heure avant l'entretien. Vous pouvez dire que c'est juste une coïncidence, mais il y avait un autre de ses collègues que nous allions aussi interviewer et il a été tué également dans un accident d'avion. Jerry, s'agit-il de coïncidences ? Je ne le pense pas. »

Une fois interrogé après ce spot publicitaire, Matrisciana admit qu'il n'était pas journaliste et a répondu « je doute que nos vies soient actuellement ou n'aient jamais été en réel danger. C'était une idée de Jerry de faire ceci... Il a pensé que ce serait spectaculaire ».

#### Autres explications et théories
Une théorie suggère qui Foster a été assassiné afin d'empêcher la révélation d'informations relatives au président Clinton sur la controverse du Whitewater, ou sur d'autres sujets ; ou l'implication de la participation d'Hillary Clinton dans des activités de dissimulation conjointement peu de temps avant la mort de Foster.
Les théories conspirationnistes se répartissent en deux groupes. Une théorie penchant pour le fait que Foster se soit suicidé à un endroit embarrassant qui serait connecté avec l'Administration Clinton et que des agents gouvernementaux auraient déplacé son corps dans le parc. L'autre théorie soupçonne que Foster est mort d'un tir d'un pistolet de petit calibre au niveau du cou et que son corps a été déposé dans le parc. Un livre de Christopher Andersen intitulé Bill and Hillary: The Marriage (Bill et Hillary Clinton : le mariage) suggère que Foster et Hillary Clinton étaient impliqués dans une affaire qui a conduit à la mort de Foster.
Des variations spéculatives sur cette dernière théorie abondent, y compris que ce serait Hillary Clinton elle-même qui aurait tué Foster ou serait personnellement responsable de sa mort. Des enquêtes auraient eu lieu afin de vérifier que des collaborateurs d'Hillary Clinton n'aient supprimé ou modifié des dossiers dans le bureau de Foster avant que le Secret Service ou le FBI ne sécurisent les lieux. De plus, trois juges fédéraux (David Sentelle, John Butzner, et Peter T. Fay) ont un addendum au rapport sur la mort de Foster du procureur indépendant Kenneth Starr, malgré l'opposition de ce dernier. Cependant, aucune preuve crédible ou accusation n'a jamais été présentée dans le cadre de l'une de ces allégations.
Le site web d'Urban-Legend, Snopes.com, cite la conclusion du rapport Starr comme la preuve que Foster n'a pas été assassiné : « Si Foster avait été assassiné, ou si des questions sans réponse au sujet de sa mort restent, Starr aurait été la dernière personne à vouloir conclure l'enquête de façon prématurée. »

## Conclusion
Certains considèrent que la mort de Foster, survenant juste six mois après le début de la nouvelle administration, a mis fin à l'optimisme et l'innocence de l'équipe de la Maison-Blanche. Le chef de cabinet de la Maison-Blanche et ami d'enfance de Foster, Mack McLarty, a dit que « c'était une blessure profonde. Elle avait clairement un impact énorme ». Son collègue conseiller à la Maison-Blanche, Bernard Nussbaum, a estimé que si Foster avait vécu, il aurait aidé à résister aux assignations à comparaître des procureurs indépendants et que les nombreuses enquêtes indépendantes sur l'affaire Whitewater (qui occupèrent l'administration et Bill Clinton jusqu'au terme de ses deux mandats) n'auraient pas été menées à terme. Ces enquêtes n'ayant effectivement pas abouti, la question de savoir précisément comment la Maison-Blanche et Hillary Clinton ont traité les fichiers et les documents de Foster immédiatement après sa mort s'est ajoutée à l'enquête elle-même,.